# Чваницкали
Чванисцкали (Нагваревисцкали, груз. ჭვანისწყალი) — река в Грузии, в муниципалитете Шуахеви, Аджарской Автономной Республики, правый приток Аджарисцкали. Длина — 25,6, по другим данным — 27 км. Площадь бассейна — 189 км².
Берёт начало на южном склоне Месхетского хребта, на высоте 2415 м. течёт в юго-западном направлении. Впадает в Аджарисцкали на высоте 328 м над уровнем моря. Питается талым снегом, дождём и подземными водами. Весной возможны паводки, летом и зимой маловодье. Среднегодовой расход в устье составляет, по разным данным 6 м³/с или 4,62 м³/с. Уклон русла реки — 80,2 м/км.